# Ulice złota
Ulice złota (ang. Streets of Gold) – amerykański dramat filmowy z 1986 roku w reżyserii  Joe Rotha. Za scenariusz odpowiadali Richard Price, Heywood Gould i Tom Cole. W rolach głównych wystąpili Klaus Maria Brandauer, Wesley Snipes i Adrian Pasdar. 
Światowa premiera filmu miała miejsce 14 listopada 1986 roku. Zdjęcia kręcono w Los Angeles, w stanie New Jersey oraz w Nowym Jorku.

## Fabuła
Film opowiada historię dwóch bokserów, Timmiego Boyle'a i Rolanda Jenkinsa. Obaj trenują w pobliskim klubie sportowym w Brooklynie. Toczą oni ze sobą ciągłe spory o rasistowskim podłożu. W międzyczasie do Nowego Jorku emigruje radziecki mistrz bokserski, z pochodzenia Żyd, Alek Neuman (Klaus Maria Brandauer). Tutaj popada w alkoholizm i stacza się na dno. Przed całkowitym upadkiem ratuje go zmiana miejsca zamieszkania. Dzięki pomocy nowo poznanej sąsiadki Eleny (Angela Molina) rozpoczyna pracę w Brooklynie jako pracownik restauracji zmywający naczynia. I tutaj zbiegają się historie tych trzech mężczyzn. W wolnych chwilach Neuman odwiedza miejscowy klub sportowy, w których poznaje Boyle'a i Jenkinsa. Zaczyna ich intensywnie trenować i udaje mu się wzajemną niechęć zamienić w świetną formę. Po wyczerpujących przygotowaniach, zgłasza ich do udziału w igrzyskach olimpijskich do walki o tytuł mistrzowski.

## Obsada
- Klaus Maria Brandauer jako Alek Neuman
- Adrian Pasdar jako Timmy Boyle
- Wesley Snipes jako Roland Jenkins
- Ángela Molina jako Elena
- Elya Baskin jako Klebanov
- Elżbieta Czyżewska jako pani Peshkov
- Michael Beach jako Sonny
- John Mahoney jako Linnehan